# Syphon Filter 2
Syphon Filter 2 — после того как первая часть игры была принята игроками, вышло продолжение, которое развивает сюжет предыдущей части.

## Игровой процесс
Отличия от Syphon Filter:
- Добавлен многопользовательский режим deathmatch.
- Игра вышла на двух дисках, основная причина в количестве и длине роликов между миссиями.
- Теперь появились миссии за Лиан, однако возможности персонажей не различаются.
- Изменена физика движения персонажа, теперь он более резко может менять направление движения.
- Изменены прицелы оружия в режиме ручного прицеливания. Теперь у гранат показывается траектория полета, пунктирной линией.
- При попадании в облако от газовой гранаты, игрок и враги в некоторых ситуациях — не подвергаются действию газа, а задержав дыхание пережидают пока газ не рассеется.
- Взрывы от гранат, или других предметов стали объемными.
- Игрок научился прыгать через пролеты между крышами, или вагонами(прыжок происходит автоматически).
- Враги научились стрелять в голову, весь интерфейс при этом становится красного цвета — а попадание приводит к немедленной смерти игрока.
- Теперь стелс-условие в миссиях всегда обязательное, то есть обнаружение приводит к провалу миссии. Есть несколько коротких моментов в активных миссиях, где используется необязательный стелс (в первой части были миссии разрешенные к прохождению с поднятием тревоги).
- Защитное движение «кувырок» сбалансировали, теперь при хорошем прицеле врагов — кувырок не гарантирует неуязвимость.
- Оружие «проводной тазер» было заменено на нож, у Гейба и на обычный тазер у Лиан, однако все еще встречается в первой миссии в горах и в миссии в лаборатории. Поскольку раньше позволяло вообще не расходовать боеприпасы.
- Интеллект врагов остался крайне примитивным (NPC всегда двигаются по заранее заскриптованному маршруту), но в 19 миссии разработчики начали экспериментировать с постоянным респауном врагов и нескриптованным поведением. Подобные решения в виде целых уровней игры — появятся в третьей части.
- Появилась миссия на движущемся поезде.
- Введено новое оружие: газовый гранатомет, нож, тазер, H11. Убран боевой дробовик, вместо этого появился дробовик UAS(SPAS)-12 в последней миссии.
- Все миссии за Гейба на первом диске, кроме «место крушения С-130» — заканчиваются взрывом, а Гейб спасается от него в последний момент.
- В первой миссии на втором диске, Гейб снова посещает выставочный центр Фарком. После событий первой части центр был закрыт, и многие предметы были опечатаны(ящики с надписью US GOVT). В некоторых местах появились вентиляционные шахты — в первой части этих шахт нет. Путь который нужно проделать — прямо противоположен пути игрока в первой части.
- Появились секреты на уровнях, в виде спрятанного оружия или различных условий, которые нужно выполнить. В этом случае открывается уровень в мультиплеере или набор персонажей. Например — в миссии в «клубе 32», если не дать охранникам сбить хрустальный шар в центре танцзала, то откроется уровень клуб 32 в мультиплеере.
- В целом, возросла сложность игры. Враги стали «прицеливаться» быстрее уже на первых уровнях игры, научились делать хедшоты — но основное изменение коснулось задач, которые ставятся перед игроком. В игре практически нет моментов, когда против игрока действуют более 3х врагов (за исключением первой миссии). Если в первой части разработчики, порой пытались задавить игрока количеством врагов (иногда до шести врагов за раз), то во второй части задачи стали более тактическими и позиционными (хотя иногда ситуации пять на одного возникают — например в парке Волкова, перед памятником или в финале миссии перед мостом).
- Так же в миссиях появились «головоломки», которые игроку нужно было преодолеть. То есть игровые ситуации, в которых игроку не давали подсказок, и не давали идти на пролом, а требовалось разгадать правильное решение (миссия 3, отвлечь 2 БМП, похитить гранаты и взорвать генераторную, чтобы выключить свет).
- Финальная миссия, в первых трех частях Syphon filter — ни разу не повторялась. В первой части задачами были — остановка ракеты и устранение Эриха Ромера, во второй части битва с Ченсом, в третьей части — штурм поезда и устранение Арамовой.

## Сюжет
За Гейбом и Лиан теперь ведётся охота после того, как они раскрыли причастность Агентства к вирусу Syphon Filter. Оперативник Агентства Диллон Морган берёт в плен Лиан во время нахождения её и Гейба на складах ФарКом, заставляя тем самым Гейба и команду биохимической защиты, встретиться с бывшей сотрудницей Агентства — Терезой Липан. Но встреча не состоялась, так как истребители Агентства сбивают их транспортный самолёт над горами в Колорадо, и Гейб с лейтенантом команды биохимической защиты Джейсоном Ченсом направляются вниз по горам в поисках сбитого самолёта и, находившихся в нём, дисков с данными. Майкл Арчер пытается остановить их любой ценой.
Группа конспираторов, включаю Мару Арамову и директора Агентства Лайла Стивенса, обещают доставить вирус китайскому генералу по имени Ши Хао. Тем временем, Лиан приходит в себя на американской военной авиабазе, где Морган и ещё два оперативника работают с доктором Эльзой Вайсингер из компании ФарКом, чтобы извлечь заражённую плазму из подопытных людей. Проникнув вглубь, Лиан узнаёт, что один из подопытных — Фаган, который был ещё жив после выстрела и сотрудники Агентства успели взять у него образец плазмы, и что последним необходимым звеном для них является захваченная ими Лиан.
В конце концов, Лиан с помощью рядового солдата сбегает из медицинского корпуса и допрашивает агента Томаса Хоффмана и узнаёт об операциях, планируемых Морганом для выставочного центра ФарКом, чтобы найти расшифровочные диски. Она покидает базу на вертолёте.
Тем временем Ченс и Логан уходят от погони и с боем пробиваются вперед по шоссе Колорадо. Им удается в темноте обойти основные скопления врагов и попасть на мост, при взрыве которого Логан попадает на несущийся поезд. Арчер, теряя людей все больше и больше, в попытках уничтожения Гейба, в конце концов подрывает железнодорожный мост, отправляя поезд в пропасть, но Гейбу удалось спастись на вертолете подоспевшей Лиан Синг. Гейб убивает Арчера, пока тот пытался ускользнуть, и захватывает данные ФарКом.
Гейб, Лиан и Тереза преследуют Хоффмана до экспо центра и нейтрализуют Моргана, до того как он получает диски, которые искал. После расшифровки данных ФарКом, Тереза понимает, что некоторая информация отсутствует. Другая часть должна быть у Юрия Грегорова, командира русских войск, который появлялся на складах, перед тем как Логан улетел. Так как Лиан и Юрий знали друг друга, они договорились встретиться в Москве, в клубе 32.
Арамова вмешивается в их встречу и преследует Грегорова. Возникает перестрелка. Потом выясняется, что это был всего лишь самозванец, работавший на Мару и пытавшийся найти недостающую часть данных. Он сознаётся, что настоящий Грегоров находится в русской тюрьме АЛЖИР, в которой когда-то держали Лиан. Грегоров раскрыл крота, который хотел продать вирус Ши Хао, поэтому вмешалась Арамова. Лиан отправляется в тюрьму, чтобы остановить казнь Грегорова и ей удается спасти его. При встрече с Логаном она слабеет от вируса и падает в обморок. Гейб забирает её обратно в штаты, в то время как Грегоров обещает разделаться с Ши Хао.
Гейб и Тереза возвращаются в безопасное место в Вирджинии к Лоуренсу Муджари — внештатному патологоанатому. Они решают обменять недостающую часть данных ФарКом на вакцину для Лиан. В лаборатории Агентства в Нью-Йорке Гейб попадает в ловушку Стивенса. Когда Логан очнулся после укола который сделала ему доктор Вайсингер, он переодевается в одежку одного из докторов и заставляет доктора Вайсингер дать ему вакцину для лечения Лиан, так же Гейб встречает Ченса, выжившего после миссии в Колорадо и освобождает его.
Совершив побег из лабораторий через лифтовую шахту и выбравшись на поверхность, Гейб спешит назад к вертолёту, но проваливается в канализацию из-за того, что Стивенс и несколько оперативников Агентства уничтожили часть улиц. К счастью, Гейбу и Терезе удается прижать Стивенса и хладнокровно его убить.
Они пробрались к вертолёту и встретили там Ченса в непробиваемой броне. Ченс стреляет в Терезу. Всё это время он работал на Агентство. Гейб догадывался об этом с тех пор, как Агентство вычислило его в горах в Колорадо. Завязывается перестрелка, и Гейб отдачей дробовика уничтожает Ченса, заталкивая его под винты вертолёта. Тем не менее Тереза погибает.
Репортаж новостей повествует о том, что существование Агентства теперь рассекречено и государственный секретарь США Винсент Хэдден обещает, что государство займётся расследованием. Гейб лечит Лиан, и они хоронят Терезу. Он, Лиан и Лоуренс стоят у могилы и обещают бороться, в то время как за ними наблюдают солдаты. Хэдден и Арамова сходят с вертолета, и она говорит, что Администрация вскоре позволит Хэддену стать президентом. Он мог покончить с этим здесь и сейчас, но у Хэддена другие планы на счёт Гейба.

## Отзывы
| Сводный рейтинг    | Сводный рейтинг |
| Агрегатор          | Оценка          |
| ------------------ | --------------- |
| GameRankings       | 81,47 %         |
| Иноязычные издания |                 |
| Издание            | Оценка          |
| GameRevolution     | B+              |
| GameSpot           | 6,6/10          |
| IGN                | 8,9/10          |

Игра получила положительные отзывы, GameRankings дал игре 81,47 % на основе 29 рецензий.